# Vossenweg
De Vossenweg is een straatnaam en een helling gelegen op de steilrand van de Brabantse Wal tussen Woensdrecht en Bergen op Zoom in het zuidwesten van de Nederlandse provincie Noord-Brabant. De Vossenweg loopt parallel aan de spoorlijn.
De helling is opgenomen in de LF13 Schelde-Rheinroute (en daarmee ook in de EuroVelo EV4 Midden-Europaroute die in Nederland de LF13 volgt).
De helling is ook opgenomen in de recreatieve Slag om de Schelde fietsroute.
Ten zuiden van de helling bevinden zich nog de Lindonk en de Beukendreef.